# Comté de Mower
Le comté de Mower est situé dans l’État du Minnesota, aux États-Unis. Il comptait 40 029 habitants en 2020. Son siège est Austin (24 718 habitants).

## Villes

Pyramide des ages du Comté.

- Adams
- Austin (county seat)
- Brownsdale
- Dexter
- Elkton
- Grand Meadow
- Le Roy
- Lyle
- Mapleview
- Racine
- Rose Creek
- Sargeant
- Taopi
- Waltham